# Herminia paradoxa
Herminia paradoxa är en fjärilsart som beskrevs av Edward Alfred Cockayne 1951. Herminia paradoxa ingår i släktet Herminia och familjen nattflyn. Inga underarter finns listade i Catalogue of Life.